# 晩鐘 (絵画)
『晩鐘』（ばんしょう）は、フランスの画家ジャン＝フランソワ・ミレーが1857年-1859年に制作した油彩画。

## 制作経緯
ミレーは、本作品制作当時、パリを離れてバルビゾンの村で生活し、主にサロン・ド・パリに向けて農民画などを描いていた。そのようなミレーの下に、1857年初め、ボストン生まれの作家で美術収集家のトマス・ゴールド・アップルトンが訪れ、本作品を注文した。ミレーはカトリックの家に育ったが、本作品には、宗教的雰囲気が濃いにもかかわらず、キリスト像、マリア像、十字架といったカトリックの宗教画に用いられるモティーフが表れていない。依頼者のアップルトンは、プロテスタントの中でもリベラルなユニテリアン主義に属していたことから、本作品のコンセプトには、アップルトンの意向が反映しているのではないかと考えられる。

## 構図と解釈
バルビゾンに隣接するシャイイ＝アン＝ビエールの平原に、晩鐘が鳴り響き、それを合図に農民夫婦が手を休め、「主の御使い（アンジェラス・ドミニ）」で始まる祈りを捧げる様子を描いた作品である。
1865年2月、本作品はパリで展示されたが、その時、ミレーは、次のように、祖母の思い出を描いた作品であることを述懐している。
この作品については、様々な解釈がされている。夫の方は、帽子を取っているだけで祈ってはいないとして、当時の農村で宗教的役割を全て女性が引き受けていたという現実を示すという考え方もある。また、じゃがいもしか食べられない農民の貧しい現実を、南北戦争以前にじゃがいもを主食としていたアメリカ開拓民の生活になぞらえた作品ではないか、といった説も提示されている。
サルバドール・ダリは、男性を、交尾の後にメスに食べられる運命のオスのカマキリに見立て、勃起した股間を帽子で隠しているという独特な解釈を行い、それに基づいて『たそがれの隔世遺伝』（1933-34年）などの作品を制作した。また、ダリは、本作品のX線写真を基に、土の下に堕胎した嬰児の棺が埋まっており、夫婦がその死を悼んでいるという解釈も示している。ただ、実際には、ミレーが馬鈴薯の籠の位置を描き直した結果、X線写真では下描きと重なって見えているだけで、棺が描かれているわけではない。

## 来歴
ミレーは、注文を受けた1857年の夏には、本作品を完成させたが、注文主のアップルトンは引き取りに来なかった。そのため、ミレーは、1860年、パプル男爵に1000フランで売却した。男爵はすぐにブリュッセルの収集家アルフレッド・ステヴァンスに譲渡し、ステヴァンスがベルギーの首相であるファン・プラエートに譲渡した。1864年、ファン・プラエートがフランス人収集家ポール・テッスに同じミレーの『羊飼いの少女』と交換で譲渡した。1865年、テッスはパリの収集家エミール・ガヴェに譲渡した（1867年のパリ万国博覧会で展示）。1869年頃、ガヴェはポール・デュラン＝リュエルに3万フランで売却した。1872年、デュラン＝リュエルはブリュッセルの収集家ジョン・ワルテルロー・ウィルソンに3万8000フランで売却した。1881年、ウィルソンの売立てで、画商ジョルジュ・プティが収集家セクレタンの依頼で16万フランで落札し、プティがセクレタンから20万フランで買い取ったが、その数年後、今度はプティがセクレタンに30万フランで売っている。
1889年、セクレタンの売立てで、フランス対アメリカの争奪戦となった。フランス側は、美術局長アントナン・プルーストが55万3000フランで落札したが、議会が、余りに高額であるとして支出を認めなかった。そのため、次点のアメリカ美術協会が獲得することになり、本作品はニューヨークに渡り、アメリカ中で展覧されて熱烈な歓迎を受けた。アメリカ美術協会は、アルフレッド・トランブル著『「晩鐘」の画家』というミレー小伝を発行し、ミレーと『晩鐘』のサクセス・ストーリーを広めた。しかし、1890年、フランスのデパート王アルフレッド・ショシャールが80万フランで買い取り、1909年、ショシャールがルーヴル美術館に寄贈した。1986年、ルーヴル美術館からオルセー美術館に移管されて現在に至っている。